# Солнечный (Екатеринбург)
Со́лнечный — строящийся жилой микрорайон комплексной застройки в составе Чкаловского административного района Екатеринбурга, расположен в юго-юго-западной части города на месте бывшего посёлка Хутор. В настоящее время является вторым по величине проектом комплексного освоения территории в современном Екатеринбурге: площадь застраиваемого района составит 362 га, население 85 000.
Расстояние до центра Екатеринбурга 11 км.
На март 2022 года в районе проживает порядка 16 тысяч жителей.

## Участники проекта
Авторы концепции Солнечного — проектировщики компании «Forum Group» и голландское архитектурное бюро Levs. Генеральный застройщик: «Forum Group», с 2022 года — компания «Эталон».

## Границы
Границы проекта: на севере — высоковольтные линии, проходящие южнее посёлка Совхозного, на востоке — 2-я Новосибирская улица, на западе — Екатеринбургская кольцевая автомобильная дорога.

## Планы по строительству района
Население района будет приблизительно составлять 85 тысяч человек. Планировалось, что до 2024 года будет построено 2,5 млн м² жилой недвижимости, а также 0,3 млн м² — нежилой, к 2021 году срок окончания застройки увеличился до 2035 года. До 2035 года здесь будет построено около 2 миллионов квадратных метров жилья.
Строительство предполагается вести в 11 очередей: вдоль главных транспортных магистралей района — улиц Городской и Новосибирской — предполагается разместить зону застройки повышенной этажности (до 16 этажей), в других частях района преобладающей будет среднеэтажная застройка высотой 7-12 этажей.
Первые жители в районе поселились в сентябре 2015 года.

## Планировка территории
Основным структурным элементом архитектурной планировки Солнечного района будут кварталы, образуемые улично-дорожной сетью района из семи улиц и одного бульвара. Кварталы будут состоять из нескольких жилых зданий (блоков) замкнутой конфигурации. Особенностью проекта будет являться реализация концепции «закрытых» дворов с исключением доступа и стоянки личного автотранспорта для обеспечения комфортной среды для отдыха, прогулок и организации детских площадок. Специальные парковочные места разместят по внешнему периметру жилых блоков, а также на территории района в радиусе пешеходной доступности.

## История строительства
История Солнечного района началась 16 ноября 2012 года, в день проведения общественных слушаний.
Официальная церемония начала строительства района прошла 1 сентября 2013 года в присутствии губернатора Свердловской области и сити-менеджера Екатеринбурга.
В 2013—2015 годах в Солнечном районе велось строительство коммунальных сетей, дорог и стартовой очереди строительства (жилой блок 1.1) а также котельной ООО «Солнечное тепло».
В сентябре 2015 сдан первый дом блока 1.1 (застройщик «Форум — групп») по ул. Лучистая, 2.
2017 — сдан блок 1.2 Счастливая, д. 4 (Виктория), 2.1 Лучистая, 4 (Брусника) и детский сад на Счастливой, 10 «Солнечный лучик».
2018 — сдан блок 3.1 Золотистый бульвар, 4 (Синара), 3.3 Счастливая, 8 («Форум — групп» 2) и торговый центр «Brands’ Stories Outlet» на Нескучной, 3 .
2019 — сдан блок 1.3 Чемпионов, 3 (Виктория 2), 3.2 Чемпионов, 4 (Астра), 2.2 Счастливая, 3 (Брусника 2), ледовая арена «Авто» Счастливая, 14.
2020 — сдан дом по улице Чемпионов, 5
2021 — сданы дома по улицам Золотистый бульвар, 7, Лучистая, 6 («Форум—групп», первая очередь)
В феврале 2022 года «Форум-групп» продал проект «Солнечный» федеральному девелоперу Эталон.

## Инфраструктура района

### Социальная инфраструктура
В Солнечном районе предполагается разместить 5 школ, 3 детских дошкольных учреждения более чем на 200 мест и 10 ДДУ на 60 мест, а также взрослую и детскую поликлиники.
В июне 2017 года областное министерство строительства выдало разрешение на строительство Аутлет-центра. В перспективе к 2022 году планируется построить торговый город , на базе которого планируется создать транспортно-пересадочный узел. В декабре 2019 года открылся первый торговый центр на противоположном от жилой застройки краю района около ЕКАД Brands’ Stories Outlet Center
В декабре 2017 года открылся первый в микрорайоне детский сад с яслями № 437 «Солнечный лучик».
В конце 2016 года в микрорайоне началось строительство спортивного комплекса «Авто арена». В 2019 году открыли ледовую арену «Авто» — спортивный комплекс с двумя ледовыми аренами и шестиэтажным корпусом для размещения хоккеистов со всего региона, которые приезжают учиться в «Академию хоккея».
В 2020 году открылась первая в районе общеобразовательная школа «Созвездие». На базе школы «Созвездие» организован центр цифрового образования «IT Куб», педагоги-программисты которого прошли подготовку в «Сколково».
В 2020 году в рамках Форума 100+ TechnoBuild подписано соглашение о создании социально-образовательного кластера и строительстве школы нового поколения — «Губернаторский лицей». В нём будет создан общественный центр коммуникаций и образования для жителей района. На базе лицея будет работать учебный центр для подготовки и повышения квалификации педагогов Свердловской области. Первый камень в строительство Лицея заложили летом 2021 года, строительство завершено в декабре 2023 года.
В 2021 году открыт второй детский сад на Золотистом бульваре.
В 2022 году достроен третий детский сад на 300 мест по улице Чемпионов. Кроме того, в районе ведётся проектирования ещё двух дошкольных образовательных учреждений.

### Транспортная инфраструктура
С центром города район связывает Лучистая улица, четырёхполосная магистраль, которая является продолжением магистральной 2-й Новосибирской улицы, также построена развязка на пересечении с Екатеринбургской кольцевой автодорогой.
В районе планируется пустить трамвайное движение. Соглашение о строительстве трамвайной линии было подписано на промышленной выставке Иннопром-2017. По состоянию на март 2022, строительство трамвайной линии от уже существующей ветки на Керамическую и далее до пересечения улиц Чемпионов и Лучистая планируется начать в 2022 году, а пустить трамваи с 2024. Зарезервировано место под 2 станции метро.
15 ноября 2016 в районе открыта тёплая автобусная остановка (маршрут № 77), с автоматической дверью и обогревателями
С 15 февраля 2016 года в Солнечный район ходит маршрут № 077. С 15 августа 2018 года в Солнечный курсируют автобусы маршрута № 53. Позже в связи с постройкой участка Екатеринбургской кольцевой автодороги 63 автобус разворачивался на пересечении с Лучистой и было решено продлить его до остановки Солнечный мкр, в направлении Лесное кладбище — СТЦ «Мега».
В конце октября 2022 года началось строительство трамвайной линии.
16 января 2023 года состоялась прогонка технического вагона.
Трамвайное движение на микрорайон открыто 17 февраля 2024 года, изменён маршрут № 9 метро Ботаническая — станция Лучистая.

### Благоустройство и озеленение
Между кварталами 2, 3, 4 и 8 планируется разбить парк площадью более 15 га, его концепцию разработало польское бюро «S&P». Разбивку парка предполагается начать уже в период освоения первоочередной застройки. По меридиональной оси района будет проходить широкий бульвар. Кроме этого спроектировано создание пешеходных бульваров, прогулочных и велосипедных дорожек и мини-парков во дворах.
В 2019 года проект аллеи и бульвара получил диплом Российской национальной премии по ландшафтной архитектуре в номинации «Лучший реализованный объект комплексного благоустройства жилой среды».
Первую очередь парка открыли в 2017 году. В парке есть детский городок, зона для занятий спортом, футбольное поле, площадки для выгула и дрессировки собак. Высажено более 30 видов растений.
Вторую часть парка открыли в 2021 году.
В 2020 году проект бульвара по ул. Счастливая получил бронзовый диплом в номинации «Градостроительство: Зеленые территории» на Международном конкурсе-фестивале архитектуры и дизайна «Евразийская премия — 2020».

#### «Солнечные аллеи»
На протяжении 2019 года проводилось изучение мнения жителей Солнечного. В 2021 году прошло голосование за парки, которые нужно благоустроить в 2022 году, среди жителей Екатеринбурга. В этом голосовании «Солнечные аллеи» в Солнечном набрали самое большое число голосов. «Аллеи» расположены в квартале, где находятся объекты культурно-образовательного кластера: Центр художественной гимнастики (объект Универсиады 2023 года), Уральский хореографический колледж, «Губернаторский лицей».

## Критика и конфликты

### Конфликт вокруг платных парковок
В 2021 году появились первые платные парковочные места около дома по адресу Золотистый бульвар д.4, постепенно платных парковок появлялось всё больше. Летом 2024 была создана инициативная группа, которая собрала материалы и направила запрос в прокуратуру. Прокуратура признала платные парковки незаконными. Прокуратура подала иск к администрации города с требованием изъять земельные участки в муниципальную собственность.